# Albert Reif

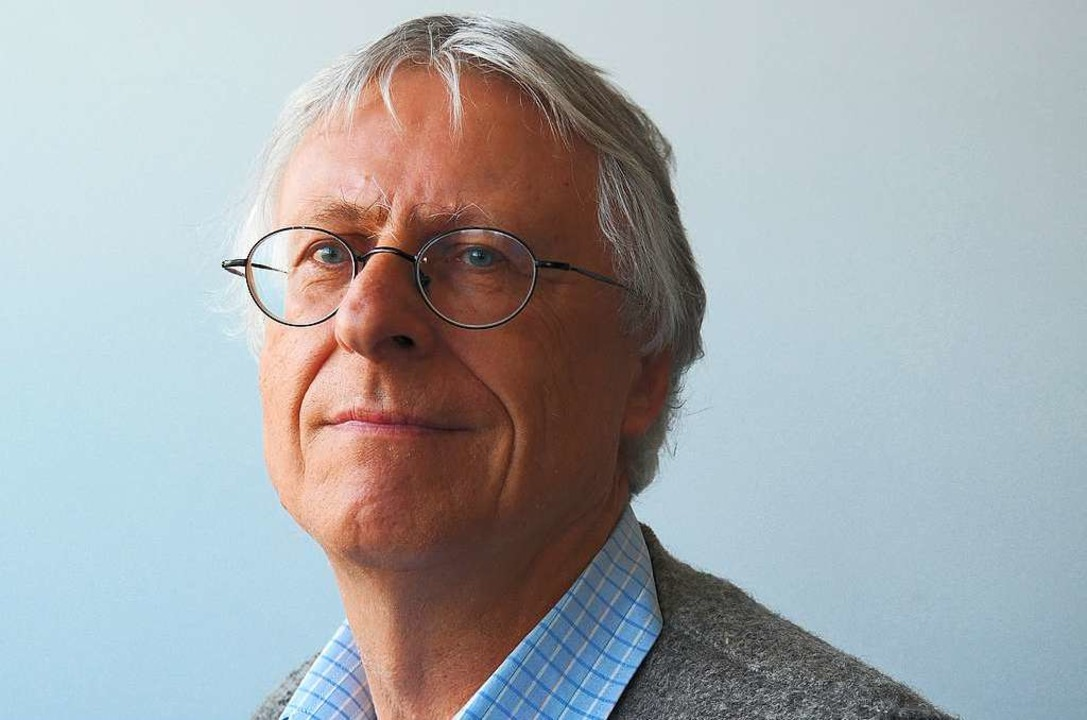
Albert Reif

Albert Reif (* 30. September 1951 in Ansbach) ist ein deutscher Vegetationsökologe und war bis 2018 Hochschulprofessor der Albert-Ludwigs-Universität Freiburg.

## Leben
Reif besuchte nach der Grundschule bis 1971 das „Gymnasium Carolinum“ in Ansbach und studierte danach von 1971 bis 1978 an der Universität Würzburg Biologie und Chemie. 1978 legte er das Staatsexamen ab und war von 1978 bis 1982 wissenschaftlicher Assistent am Institut für Pflanzenökologie der Universität Bayreuth bei Ernst-Detlef Schulze.
In Bayreuth forschte Reif über die Vegetation der Hecken Nordbayerns und wurde mit einer Dissertation zu diesem Thema 1982 promoviert. Nach einem Forschungsaufenthalt am Forest Research Institute in Christchurch, Neuseeland, kehrte er nach Bayreuth zurück und war dort als Akademischer Rat beschäftigt. 1988 habilitierte er sich mit einer Arbeit zum Thema „Vegetation of the Conifer-Broadleaved Hardwood Forests of South Island, New Zealand“. 1989 erhielt er einen Ruf als Professor für forstliche Vegetations- und Standortskunde am Institut für Waldbau an der Universität Freiburg, an dem er die Arbeitsbereichsleitung übernahm. Von 1993 bis 1997 war Reif zusätzlich kommissarischer Leiter des Instituts für Landespflege an der Uni Freiburg. Im Zuge der Neugliederung der Fakultät für Umwelt und natürliche Ressourcen, zu denen auch das damalige Institut für Waldbau (heute „Professur für Waldbau“) gehört, erhielt Reif 2013 eine eigene Professur für Standorts- und Vegetationskunde. Im September 2018 wurde Albert Reif pensioniert.
Albert Reif war lange Jahre im Vorstand der Naturforschenden Gesellschaft zu Freiburg, aktuell ist er Vorsitzender des Badischen Landesvereins für Naturkunde und Naturschutz und seit seiner Pensionierung Naturschutzbeauftragter des Kaiserstuhls. Er ist Mitglied des Gemeinderates Pfaffenweiler.
Für sein besonderes und vieljähriges ehrenamtliches Engagement erhielt Albert Reif 2023 die Ehrennadel des Landes Baden-Württemberg. Bereits 1995 verlieh die Universität Klausenburg Albert Reif die Ehrendoktorwürde für dessen Einsatz zum Erhalt der Kulturlandschaft der Karpaten.

## Forschung
Die Forschungsschwerpunkte von Reif sind u. a. Hecken und Waldränder, die Waldentwicklung nach Sturmwurf, standortkundliche Untersuchungen zur Trockengrenze der Rotbuche und Verjüngung der Eiche, die Entwicklung von Kulturlandschaften v. a. in Rumänien, der Einfluss der Waldbewirtschaftung auf den Naturhaushalt und international u. a. noch die Vegetation der Wälder Venezuelas und Neuseelands. Ein wesentlicher weiterer Forschungsschwerpunkt sind die Themen des Naturschutzes, insbesondere der naturschutzfachlichen Bewertung mit starkem Anwendungsbezug. In seiner Lehre an der Universität Freiburg konzentrierte sich Albert Reif auf die Vermittlung vegetationsökologischer Zusammenhänge, Themen des Naturschutzes und von Pflanzenartenkenntnissen. Auch nach seiner Pensionierung ist Albert Reif in der Lehre tätig, u. a. ist er Lehrbeauftragter der Universität Passau.

## Veröffentlichungen (Auswahl)
- Luick, R., Reif, A., Schneider, E., Grossmann, M., Fodor,E. (2021): Virgin Forestes at the Heart of Europe: The importance, situation and future of Romania’s virgin forests. In: Mitteilungen des Badischen Landesvereins für Naturkunde und Naturschutz, N.F. Band 24. Freiburg i. Br. 2021, S. 1–102 (englisch, zobodat.at [PDF; 16,1 MB; abgerufen am 24. April 2023]).
- N. Schoof, A. Reif, R. Luick, E. Jedicke, G. Kämmer, J. Metzner (2021):  Der Wolf in Deutschland – Herausforderungen für weidebasierte  Tierhaltungen und praktischen Naturschutz. Naturschutz und  Landschaftsplanung 53(1), 10-19.
- Rabenschlag, J., Schoof, N., Schumacher, J., Reif, A. (2019). Evaluation der Umsetzung baurechtlicher Ausgleichsmaßnahmen. Naturschutz und Landschaftsplanung 51(9):434-442.
- Bobiec, A., Reif, A., & Öllerer, K. (2018). Seeing the oakscape beyond the forest: a landscape approach to the oak regeneration in Europe. Landscape ecology, 33(4), 513-528.
- Gärtner, S., Reif, A., Xystrakis, F., Sayer, U., Bendagha, N., & Matzarakis, A. (2008). The drought tolerance limit of Fagus sylvatica forest on limestone in southwestern Germany. Journal of Vegetation Science, 19(6), 757-768.
- Reif, A., Brucker, U., Kratzer, R., Schmiedinger, A., & Bauhus, J. (2010). Waldbau und Baumartenwahl in Zeiten des Klimawandels aus Sicht des Naturschutzes. Abschlussbericht eines F+ E-Vorhabens im Auftrag des Bundesamtes für Naturschutz FKZ, 3508(84), 0200.
- Reif, A., & Walentowski, H. (2008). The assessment of naturalness and its role for nature conservation and forestry in Europe. Waldökologie, Landschaftsforschung und Naturschutz, 6(3), 63-76.
- Reif, A., Bazin, P., Degmair, J., Tourret, V., Schmutz, T., & Walentowski, H. (2001). Planting and maintaining hedges in Europe. In Hedgerows of the world: their ecological functions in different landscapes. Proceedings of the 10th Annual Conference of the International Association for Landscape Ecology, held at Birmingham University, 5th-8th September 2001 (pp. 289-297). International Association for Landscape Ecology.
- Reif, A., & Allen, R. B. (1988). Plant communities of the steep land conifer-broadleaved hardwood forests of central Westland, South Island, New Zealand. Phytocoenologia, 145-224.

## Ehrungen
- Ehrendoktor (Dr. h. c.) der Technischen Universität Klausenburg, Rumänien.[4]
- Ehrennadel des Landes Baden-Württemberg